# 18 kiloherców
18 kiloherców (ros. 18 kHz) – kazachski dramat obyczajowy z 2020 roku w reżyserii Farchata Szaripowa. Scenariusz zainspirowała oparta na faktach bestsellerowa powieść Hardcore autorstwa Zary Jesenaman, jak również wspomnienia z czasów dorastania samego reżysera.
Film miał swoją światową premierę 11 października 2020 roku w sekcji konkursowej na Warszawskim Międzynarodowym Festiwalu Filmowym, gdzie zdobył nagrodę główną Grand Prix.

## Fabuła
Opowieść o wchodzących w dorosłość w latach 90. XX w. nastolatkach z blokowiska w Ałmaty w czasach tzw. boomu heroinowego. Dwóch głównych bohaterów, Sanjar i Jaga, znajdują przypadkiem 25 g narkotyków, które próbują sprzedać miejscowym dilerom, tym samym wchodząc w obręb lokalnego narkotykowego półświatka.

## Obsada
- Musachan Żumachanow – Sanjar
- Alibek Adiken – Jaga
- Kamila Fun-So – Alisa
- Roman Żukow
- Machabbat Sarkytpajewa[3]

## Produkcja
Zdjęcia kręcono w Ałmaty.